# Годо (Равена)
Годо (итал. Godo) је насеље у Италији у округу Равена, региону Емилија-Ромања.
Према процени из 2011. у насељу је живело 1579 становника. Насеље се налази на надморској висини од 5 м.